# Poziomka wirginijska
Poziomka wirginijska (Fragaria virginiana Mill.) – gatunek rośliny z rodziny różowatych. Pochodzi z Ameryki Północnej, rozprzestrzenił się również gdzieniegdzie poza tym obszarem swojego rodzimego występowania. Został po raz pierwszy opisany w 1768 roku. Jest jednym z dwóch gatunków poziomek, które po skrzyżowaniu tworzą truskawkę.

## Zmienność
Istnieją cztery podgatunki:
- Fragaria virginiana Mill. subsp. glauca (S. Watson) Staudt
- Fragaria virginiana Mill. subsp. grayana (Vilm. ex J. Gay) Staudt
- Fragaria virginiana Mill. subsp. platypetala (Rydb.) Staudt
- Fragaria virginiana Mill. subsp. virginiana